# Ilse Reiter
Ilse Reiter geb. Jacobs (* 29. Juni 1920 in Neuwied; † 5. Juni 2009 in Saarbrücken) war eine deutsche Politikerin (DPS).
Nach der Volksschule besuchte sie zunächst das Oberlyzeum in Neuwied und wechselte nach der Obersekunda an die Schule Schloss Salem, wo sie 1939 ihr Abitur ablegte. Anschließend studierte sie vier Semester Chemie und absolvierte das Staatsexamen als Chemotechnikerin.
Mit ihrem Ehemann Franz Reiter zog sie 1949 ins Saarland. Im Jahr darauf begann sie, sich politisch zu engagieren, und trat in die DPS ein. Da sich die Partei gegen den Willen der französischen Besatzungsmacht für eine Wiedervereinigung des Saarlandes mit Deutschland einsetzte, war auch Ilse Reiter dem Druck der Behörden ausgesetzt. So wurde ihr Telefon abgehört und ihr Haus durchsucht; 1952 wurde ihr der Reisepass entzogen, als sie versuchte, mit einigen Schriften den Grenzübergang zu passieren.
Im Jahr 1956 wurde sie in den Stadtrat von Saarbrücken gewählt. Am 9. Februar 1959 rückte sie als Abgeordnete für den verstorbenen Adolf Heiz in den Landtag des Saarlandes nach, dem sie bis zum Ende der Legislaturperiode 1960 angehörte.
Danach arbeitete sie als Personalchefin bei Kaufhof und der Röchling-Bank. Sie war Mitbegründerin des Deutschen Frauenrings und das Frauenrats Saarland. Von 1963 bis 1996 gehörte sie dem Vorstand der saarländischen Verbraucherzentrale an, ab 1986 war sie deren Vorsitzende; heute ist sie Ehrenvorsitzende. 1995 wurde ihr der Saarländische Verdienstorden verliehen. Seit 2000 war sie Mitglied des Ältestenrats der Saarbrücker Zeitung.
Ilse Reiter war die Großmutter der Handballspieler Jens und Peter Sieberger.